# Marble Island

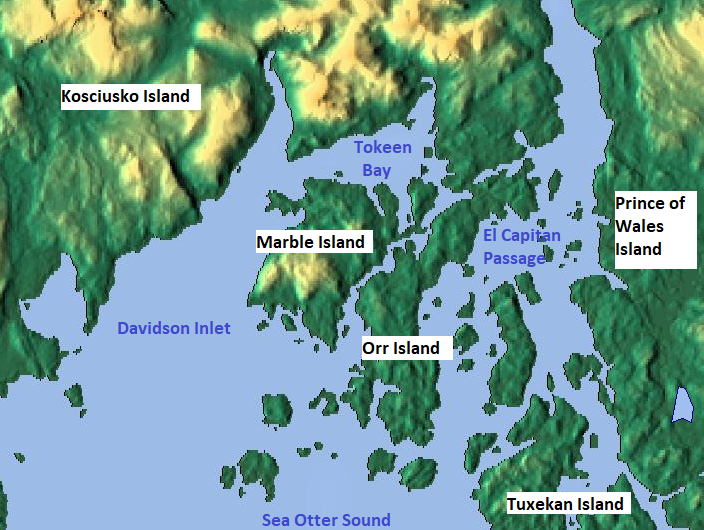
Het eiland met omliggende eilanden

Marble Island is een eiland in de Alexanderarchipel in de Alaska Panhandle in het zuidoosten van Alaska in de Verenigde Staten.

## Geografie
Het eiland is acht kilometer lang en zes kilometer breed en is onbewoond. De maximale hoogte van het eiland is 274 meter. Het eiland ligt ten westen van Orr Island en ten noorden en westen ligt Kosciusko Island. Ten westen en zuiden wordt het omgeven door de Davidson Inlet en in het noorden door de Tokeen Bay. Verder zuidwaarts ligt de Sea Otter Sound.

## Geschiedenis
Het eiland werd in de moderne tijd voor het eerst genoemd in 1904 door E.F. Dickins, een medewerker van de United States National Geodetic Survey, op verzoek van de president van de "Great American Marble Company", wiens steengroeve zich op het eiland bevond. Het eiland was eerder ontdekt door R.L. Fox.